# Tratado Brachot (Talmud)

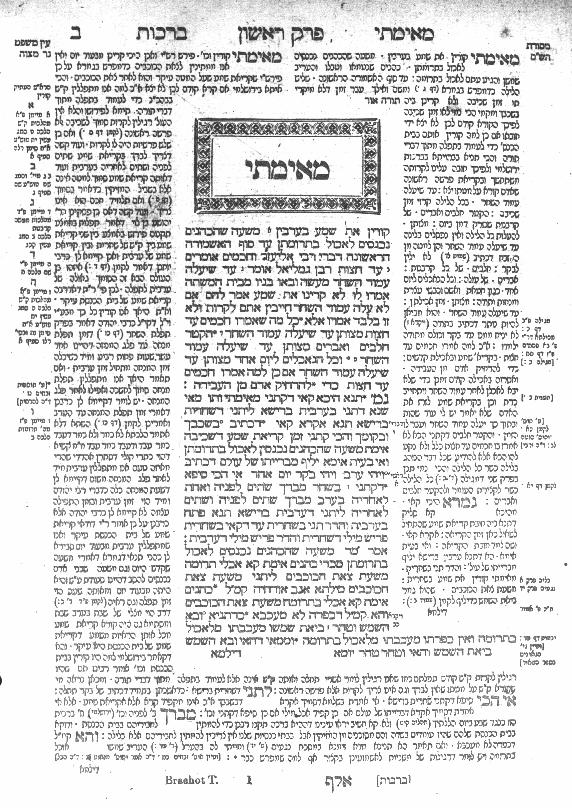
A primeira página do tratado de Berachot, o primeiro do Talmude

Brachot (Hebraico: ברכות, "Bênçãos") é o primeiro masechet ("tratado") do Seder ou Ordem de Zeraim ("Ordem das Sementes") da Mishná, o primeiro grande texto da Halachá ou Lei Judaica.
Aborda primeiramente as regras relacionadas com a as orações de Shemá, a Amidah, o Birkat Hamazon ("Bênção Depois das Refeições"), Kidush ("Santificação" do Shabat e Festas judaicas), Havdalá ("Separação" depois do Shabat e Festas) e outras bênçãos e rezas. É o único tratado de Zeraim que tem uma Guemará tanto no Talmud Babilónico como no Talmud de Jerusalém.